# Carlo Laurenti Robaudi
Carlo Laurenti Robaudi, o Roubaudi (Nizza, 1817 – Nizza, 3 gennaio 1876), è stato un politico e militare italiano.
Era figlio di Carolina Robaudi e di Vitalino Laurenti, tesoriere provinciale di Nizza.
Nel 1832 dopo aver ottenuto il titolo di conte aggiunse il cognome della madre al suo originario.
Allievo dell'accademia militare di Torino, divenne ufficiale dei granatieri ma lasciò l'esercito sardo nel 1841, per entrare in politica e ottenne diversi mandati locali a Nizza.
Nel 1848 venne reintegrato nell'esercito sardo e combatté nella prima guerra d'indipendenza e sostenne la politica di Camillo Benso, conte di Cavour.
Nel 1853 venne nominato colonnello della guardia nazionale sarda di Nizza, mantenendo la carica fino al 1859.
Nel 1856 si candidò nelle elezioni suppletive per il collegio di Nizza Marittima II riuscendo eletto per la V legislatura del Regno di Sardegna. Fu eletto anche nella V e nella VII legislatura.
Il 10 maggio 1860, lui e Garibaldi presentarono le proprie dimissioni assieme a una viva protesta contro la cessione della Contea di Nizza alla Francia.
Fu eletto consigliere provinciale di Nizza e nel 1860 alla Camera dei deputati del Regno d'Italia a Palermo, ma
si dimise assieme a Garibaldi per protestare contro l'annessione della contea di Nizza alla Francia con il trattato di Torino. Rifiutò la cittadinanza francese e scelse quella italiana.
Fu membro della Massoneria.
Alla fine della sua vita tornò a Nizza, dove morì nel 1876.